# Canton de Glaris
Le canton de Glaris (GL, en allemand : Kanton Glarus) est l'un des 26 cantons de la Suisse. Son chef-lieu est Glaris.

## Toponymie
Le canton est un homonyme de Glaris, son chef-lieu. Le premier nom connu du canton, au début du IXe siècle, est Clarona. Le nom allemand actuel, Glarus, est mentionné pour la première fois en 1178. En italien et en romanche, le canton se nomme respectivement Glarona et Glaruna,. Les désignations officielles du canton sont Kanton Glarus et Land Glarus.

Le gentilé du canton de Glaris est Glaronnais, avec sa forme féminine Glaronnaise. En allemand, le gentilé est Glarner et sa forme féminine est Glarnerin,.

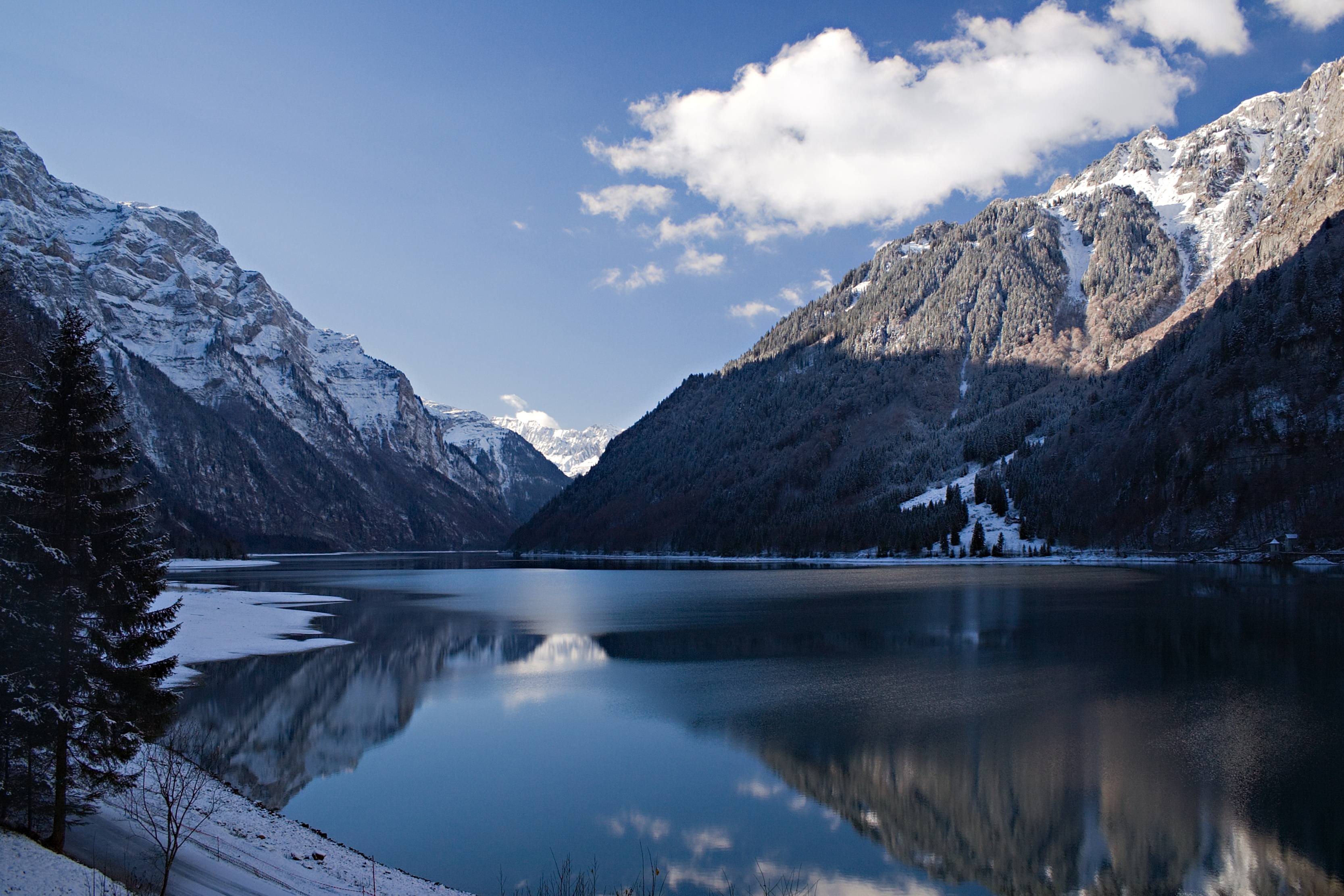
Le lac du Klöntal.

## Histoire

### Préhistoire et protohistoire
Les premières preuves de la présence d’humains dans le canton actuel de Glaris datent de l’âge du bronze (entre le XIIIe siècle av. J.-C. et le IXe siècle av. J.-C.). Des ossements humains et des noms de lieu toujours usités prouvent la présence de colonies celtiques (IIIe siècle av. J.-C.). Le nom de la rivière Linth a pour origine le mot celtique Linta qui signifie le serpent ou le dragon.

### Période romaine
Les restes de constructions romaines peuvent être trouvés au bord du lac de Walenstadt et à Kerenzen. Autour de l’an 1, le pays de Glaris appartenait à la province romaine de Rhétie.

### Christianisation
La première église de la vallée a été construite au VIe siècle après Jésus Christ à Glaris. Autour des années 700, le pays de Glaris voit l’arrivée des Alamans. L’allemand ne devient la langue majoritaire qu’au XIIe siècle. Au XIIIe siècle, Glaris appartient au couvent de Säckingen, représentée par un mayor. La souveraineté est exercée d'abord par les Lenzbourg, puis le comte palatin Othon de Bourgogne, auquel succèdent les Kybourg et finalement les Habsbourg.

### Confédération suisse
Le XIIIe siècle voit le canton de Glaris passer sous l’hégémonie des Habsbourg qui tentent de réduire l’indépendance dont jouissait alors les glaronnais (en allemand : Gemeinschaft der Männer des ganzen Tales Glarus, La communauté des hommes de la totalité de la vallée de Glaris). En 1351, le canton de Glaris passe sous domination de Zürich et de la Suisse centrale.
Après avoir repoussé une première tentative de reconquête des Habsbourgs, les glaronnais rejoignent la Confédération suisse et construisent un mur de barrage en contrebas de Näfels dont les restes sont aujourd’hui toujours visibles. Après la bataille de Sempach, ils parviennent à occuper la ville de Weesen puis la perdent après une nuit meurtrière de février 1388.
Les premières assemblées du pays (en allemand : Landsgemeinde) prennent place en 1387 et posent les premières pierres de la constitution actuelle de pays de Glaris.
Le 9 avril 1388, le pays de Glaris bat les Habsbourg à la bataille de Näfels et se libère définitivement du joug des Habsbourgeois.
En 1395, le canton achète son indépendance au couvent de Säckingen. Le canton continua à payer un intérêt éternel chaque année à l’organisation religieuse jusqu’à son renversement à la fin du XVIIIe siècle.

### Réforme et confessionnalisme

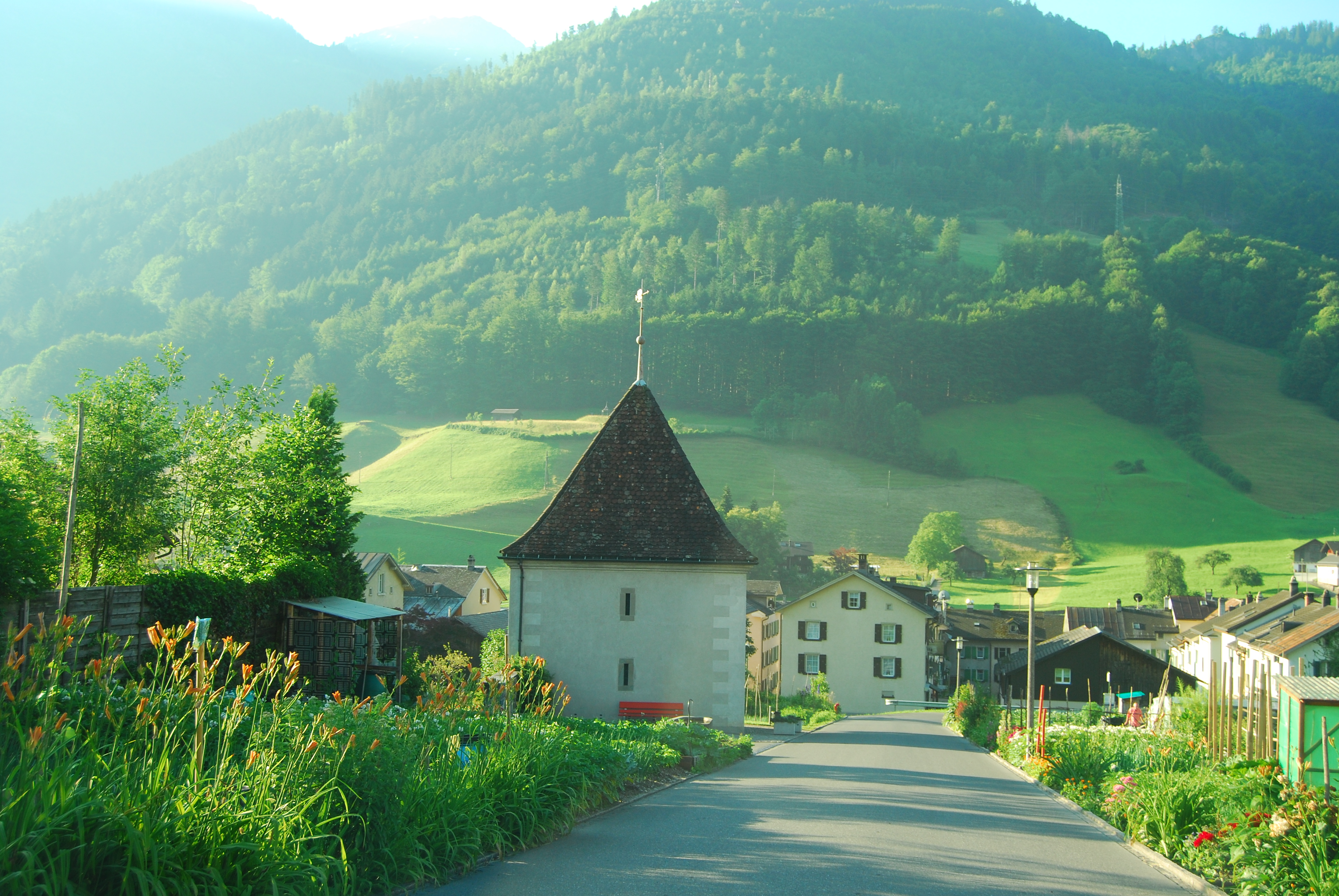
Tour de la poudrière.

Dès 1530, la majorité des glaronnais est de confession réformée. Pendant une dizaine d’années, Ulrich Zwingli est pasteur à Glaris. Il dédie au canton un ouvrage rédigé en 1523 Ammann, Rat und Gmeind des Lands Glaris (Fonctionnaire, Conseil et Communauté du pays de Glaris). Seuls Näfels et Oberurnen demeurent catholiques et quelques autres municipalités voient une pluriconfessionnalité se mettre en place. La volonté des communautés catholiques de lutter contre le protestantisme entraîne des tensions entre 1560 et 1564 qui portent le nom de Glarnerhandel (le commerce glaronnais) ou de guerre de Tschudi. Les différends entre les communautés menèrent le canton au bord d’une guerre religieuse.
La création des premières bases d’une liberté de choix de confession religieuse n’empêchèrent pas les tensions de continuer. Jusqu’à la consécration de l’église de Saint Fridolin en 1964, les réformés et les catholiques utilisaient la même église. Même l’incendie désastreux de 1861 n’y changea rien. La partition du canton fut poussée très loin. Des trois municipalités une était catholique, une réformée et une commune aux deux cultes. Les tribunaux, les militaires, la poste et les commerçants de sel se divisèrent. Les habitants de Glaris recevaient leur courrier séparément. Pendant un siècle, il eut même deux calendriers en vigueur car les protestants refusaient l’usage du calendrier grégorien. Une nouvelle constitution en 1836 met fin à la séparation des communautés suivant les confessions. La poudrière de Schwanden est un témoin de la séparation des militaires.
C'est dans le canton de Glaris qu'a eu lieu la dernière exécution d’une sorcière par décapitation en Europe centrale en 1782. Le canton a aboli l’utilisation de la torture lors des interrogatoires seulement en 1851.

### Napoléon
En 1798, les armées françaises marchent sur la Suisse. Au mois de mars, la République helvétique est fondée à Aarau sous la pression de la France. Le pays de Glaris devient le canton de Glaris et les nouvelles frontières sont dessinées. Johann Melchior Kubli devient sénateur élu représentant de Glaris. En 1799, le canton est le théâtre d’affrontement entre puissances étrangères : les Français obligent les Russes arrivés au travers du col du Pragel et de la vallée de Klöntal sous le commandement du général Souvorov à battre en retraite au travers du col du Panix après avoir subi de lourdes pertes. À la suite de quoi, 1 200 enfants du canton doivent quitter leur pays pour se réfugier dans d’autres cantons voisins pour y trouver nourriture et aide.

## Économie
La géographie du canton contribue à l'établissement d'ardoisières au XVIIe siècle. L'environnement montagneux de Glaris est également un avantage durant l'industrialisation. La filature du coton est importante au XVIIIe siècle, en complément de la filature traditionnelle de la laine. L'industrialisation a également engendré l'impression du coton, les centrales hydroélectriques et, plus tard, les usines de métaux et de machines, ainsi que les usines de papier.
En 2014, le secteur primaire employait environ 5 % des travailleurs glaronais (le total pour la Suisse est de 3,3 %). En 2008, sur ces 5 %, près des trois quarts d'entre eux travaillent dans la production laitière et l'élevage de bétail. En 2014, le secteur secondaire employait 8 322 personnes, soit environ 38,2 % du total, ce qui est bien plus élevé que les 21,8 % pour l'ensemble du pays. Parmi ceux du secteur secondaire, plus d'un quart travaillait dans le secteur de la construction. Pour finir, le secteur tertiaire employait 12 366 personnes, soit environ 56,8 % du total, ce qui est inférieur de près de 18 % aux 74,9 % du pays. Parmi les travailleurs du secteur tertiaire, 11,72 % travaillent dans des magasins de détail et 10,37 % dans le secteur de la santé.

## Géographie

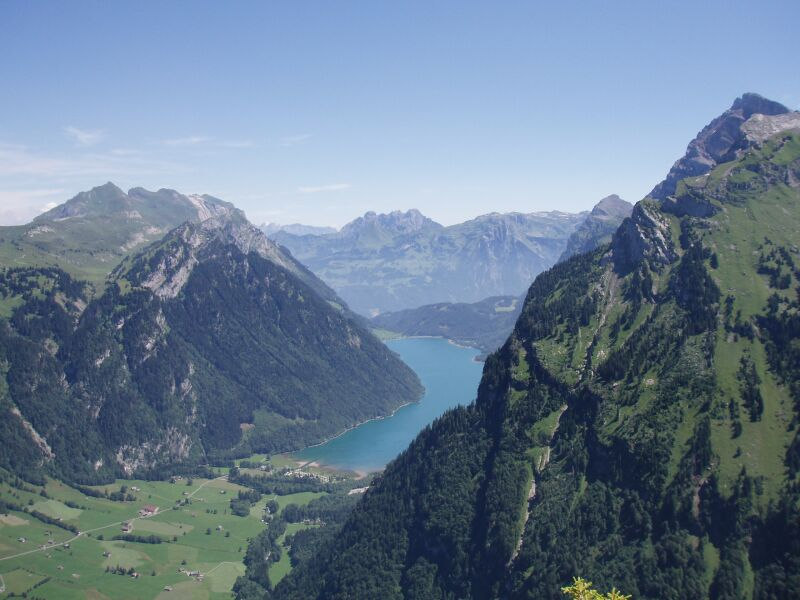
La vallée de Klöntal et son lac vue de l'ouest vers l'est.

### Généralités

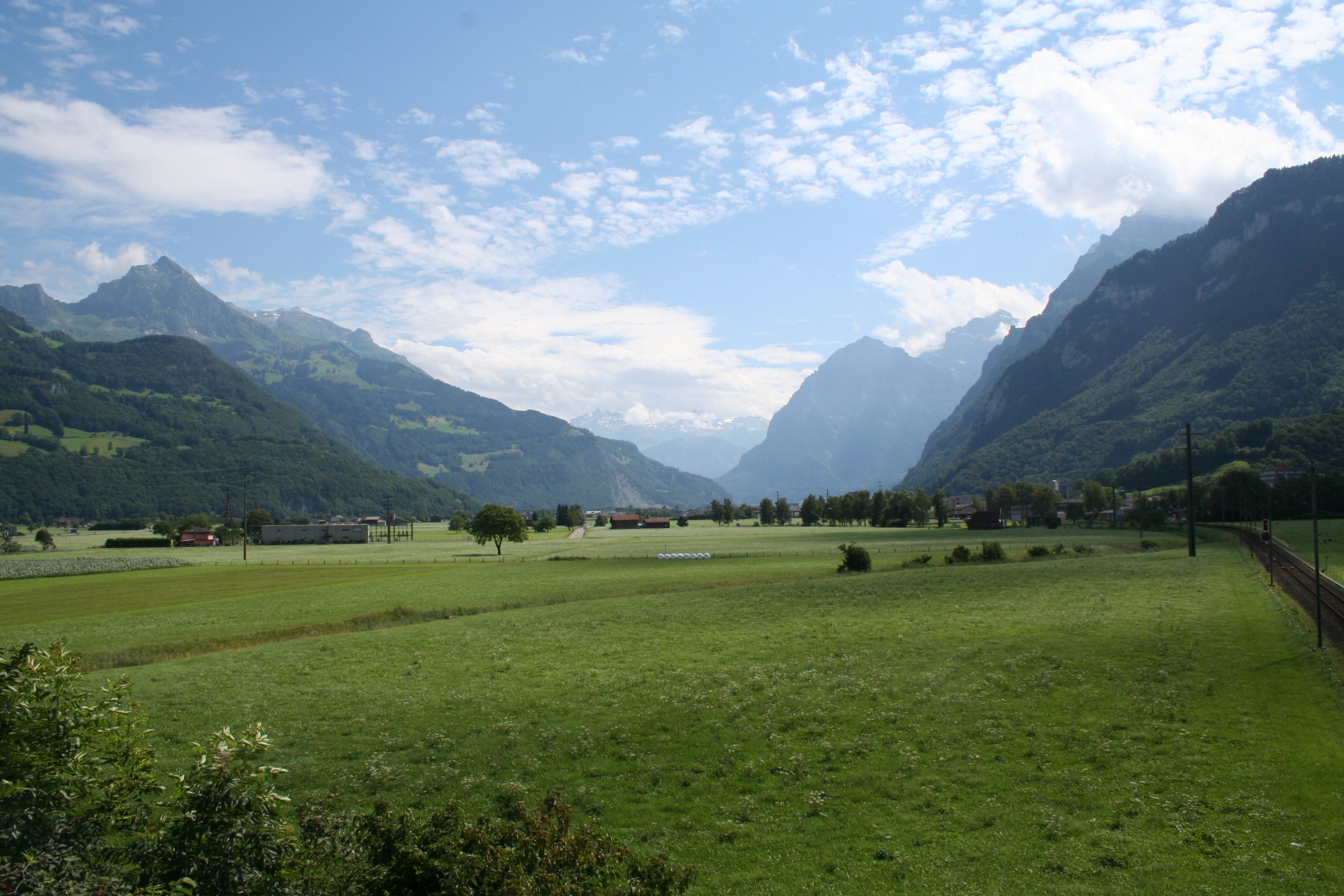
Vue du pays de Glaris au nord de Niederurnen en direction du sud.

Le canton de Glaris est dominé par la vallée de la Linth et s'étend jusqu'au lac de Walenstadt, au nord-ouest jusque Bilten et au nord-est jusqu'au col de Kerenzerberg. La majeure partie de la région est montagneuse et d'importants dénivelés caractérisent le paysage.
Le canton de Glaris culmine au Tödi, à 3 614 mètres d'altitude, et son point le plus bas se trouve au bord du canal de la Linth, à 410 m d'altitude. La superficie du canton de 685,3 km2 (qui fait de Glaris le dixième plus petit canton suisse) correspond approximativement au bassin versant de la Linth. Les imposants travaux de correction de la Linth débutés en 1807 inscrivent dans le paysage la marque de l'intervention des hommes. Avant cette correction, la Linth s’écoulait nonchalamment vers le lac de Zurich formant des zones de plus en plus marécageuses.
La vallée Sernftal nommée aussi Kleintal est la seule vallée latérale occupée par des villages. La vallée de Klöntal est la vallée latérale la plus étendue et est, comme Carl Spitteler le vantait, avec son lac « si belle comme aucun rêve ne le laisserait deviner ».

### Climat
Les différences de relief déterminent le climat du canton. Au sud du lac de Walenstadt règne un climat tempéré avec une végétation spécifique du sud de l'Europe lorsqu'aux sommets du massif glaciaire sévissent les rudes conditions météorologiques des hautes Alpes. Les températures du canton sont de plus sous l'influence du foehn qui, soufflant au travers de la vallée, fait parfois monter les températures à des niveaux records. Les montagnes enclavent le canton et la vallée ne s'ouvre que vers le nord.
| Données                         | Station | jan. | fév. | mars | avril | mai  | juin | jui. | août | sep. | oct. | nov. | déc. | année |
| ------------------------------- | ------- | ---- | ---- | ---- | ----- | ---- | ---- | ---- | ---- | ---- | ---- | ---- | ---- | ----- |
| Températures moyennes max. (°C) | Elm     | 1,2  | 2,7  | 6,6  | 11    | 16,2 | 18,8 | 20,9 | 19,9 | 16,2 | 12,6 | 5,9  | 2,1  | 11,2  |
| Températures moyennes max. (°C) | Glaris  | 2,6  | 4,1  | 9    | 13,9  | 18,8 | 21,3 | 23,4 | 22,5 | 18,4 | 14   | 7,6  | 3,7  | 13,3  |
| Températures moyennes min. (°C) | Elm     | −6,3 | −6,1 | −2,6 | 1,3   | 5,5  | 8,6  | 10,7 | 10,3 | 7,1  | 3,7  | −1,6 | −5,1 | 2,1   |
| Températures moyennes min. (°C) | Glaris  | −3,6 | −2,9 | 0,5  | 3,8   | 8,1  | 11,1 | 13,2 | 13   | 9,8  | 6    | 1    | −2,2 | 4,8   |
| Précipitations (mm)             | Elm     | 104  | 101  | 123  | 110   | 140  | 165  | 189  | 193  | 149  | 104  | 128  | 114  | 1 619 |
| Précipitations (mm)             | Glaris  | 86   | 85   | 105  | 97    | 130  | 168  | 198  | 190  | 138  | 96   | 108  | 104  | 1 506 |
| Ensoleillement (heures)         | Elm     | −    | −    | −    | −     | −    | −    | −    | −    | −    | −    | −    | −    | −     |
| Ensoleillement (heures)         | Glaris  | 61   | 68   | 88   | 124   | 152  | 153  | 171  | 155  | 106  | 86   | 59   | 51   | 1 274 |
| Source : MétéoSuisse.           |         |      |      |      |       |      |      |      |      |      |      |      |      |       |

## Politique et administration

### Organisation politique
Glaris est l'un des deux cantons suisses (avec Appenzell Rhodes-Intérieures) à maintenir la Landsgemeinde, réunion annuelle des membres de l'assemblée primaire des citoyens afin de voter les modifications de lois proposées par le Conseil d'État et les différentes commissions.
Depuis la Landsgemeinde du 6 mai 2007, Glaris est le premier canton suisse à introduire le vote dès 16 ans au niveau cantonal.
Il est le seul canton suisse (état en 2022) à limiter à l'âge de 65 ans, par une disposition constitutionnelle dont la première version est adoptée en 1988 par la Landsgemeinde, l'exercice des fonctions de conseiller d'État, de président de tribunal et de député au Conseil des États,,,.

### Organisation territoriale
Le canton de Glaris n'est pas divisé en districts. À la suite d'une votation populaire de 2006, le nombre de communes a été réduit de vingt-cinq à trois. Au 31 décembre 2022 :
- Glaris Nord (19 428 habitants) ;
- Glaris (12 515 habitants) ;
- Glaris Sud (9 528 habitants).

## Population et société

### Démographie
Au 31 décembre 2022, le canton de Glaris compte 41 471 habitants, soit 0,5 % de la population totale de la Suisse. Seuls trois cantons sont moins peuplés (Obwald, Uri et Appenzell Rhodes-Intérieures). Sa densité de population atteint 61 hab/km2, nettement inférieure à la moyenne suisse.
Pour des raisons techniques, il est temporairement impossible d'afficher le graphique qui aurait dû être présenté ici.

### Langues
La langue officielle du canton est l'allemand.
| Langue                             | Locuteurs | %      |
| ---------------------------------- | --------- | ------ |
| Suisse allemand                    | +32 765,  | +085,8 |
| Italien                            | +01 689,  | +004,4 |
| Albanais                           | +00940,   | +002,5 |
| Langues slaves de l'ex-Yougoslavie | +00803,   | +002,1 |
| Turc                               | +00534,   | +001,4 |
| Espagnol                           | +00333,   | +000,9 |
| Portugais                          | +00304,   | +000,8 |
| Français                           | +00123,   | +000,3 |
| Romanche                           | +00055,   | +000,1 |
| Autres langues                     | +00637,   | +001,7 |
| Total                              | +38 183,  | +100,  |

### Religions
Un peu moins de la moitié de la population du canton revendique l'appartenance au protestantisme, un peu plus du tiers au catholicisme romain.
| Religion                       | Population | %      |
| ------------------------------ | ---------- | ------ |
| Protestants                    | +16 786,   | +044,  |
| Catholiques romains            | +14 246,   | +037,3 |
| Communautés islamiques         | +02 480,   | +006,5 |
| Chrétiens-orthodoxes           | +00873,    | +002,3 |
| Catholiques chrétiens          | +00011,    | +000,  |
| Communauté de confession juive | +0 0007,   | +000,  |
| Aucune appartenance            | +02 479,   | +006,5 |
| Autres                         | +01 301,   | +003,4 |
| Total                          | +38 183,   | +100,  |

Note : les intitulés des religions sont ceux donnés par l'Office fédéral de la statistique ; les protestants comprennent les communautés néo-apostoliques et les témoins de Jéhovah ; la catégorie « Autres » inclut les personnes ne se prononçant pas.

## Culture

### Emblèmes

Blason du canton de Glaris.

Le canton de Glaris a pour emblèmes un drapeau et un blason. Les armoiries de Glaris se blasonnent : De gueules au missionnaire Fridolin au naturel vêtu de sable, la tête de face nimbée d’or, tenant de la dextre un bourdon et de la senestre un livre, eux aussi d’or.
Le blason du canton de Glaris est le seul de Suisse représentant un personnage : Saint Fridolin avec la bible sous le bras et son bâton de prédicateur.
La légende veut que Saint Fridolin ait été un moine évangélisateur irlandais du début du VIe siècle qui convertit Glaris au christianisme. Dans les représentations ecclésiastiques, il est accompagné d’un squelette. La légende dit que Saint Fridolin reçut en cadeau une grande partie du pays de Glaris au décès du riche Ursus, mais que son frère Landolf refusa de voir l'héritage paternel ainsi cédé. Lors du procès, Ursus apparut à son frère Landolf qui fut si épouvanté et honteux qu’il offrit sa part de Glaris à Saint Fridolin. De cette façon, Glaris devint propriété du monastère de Säckingen en Allemagne du Sud et Saint Fridolin, le saint patron protecteur des captations d'héritage.
Le culte de Saint Fridolin reprit de la vigueur après la bataille de Näfels (1388), où les Glaronnais l'emportèrent en combattant sous la bannière de Fridolin.

### Costumes et gastronomie
Parmi les objets culturels typiques, on trouve le foulard glaronnais et pour les mets culinaires le schabziger.